# Ahjärvi (sjö i Finland)
Ahjärvi är en sjö i Finland. Den ligger i kommunen Ruokolax i landskapet Södra Karelen, i den sydöstra delen av landet, 260 km nordost om huvudstaden Helsingfors. Ahjärvi ligger 100,3 meter över havet. I omgivningarna runt Ahjärvi växer i huvudsak blandskog. Den är 19,42 meter djup. Arean är 2,88 kvadratkilometer och strandlinjen är 20,57 kilometer lång. Sjön  ingår i Hiitolanjokis huvudavrinningsområde.  Sjöns största öar är Haisevansaari (1,8 hektar), Lehtisaari (0,5 hektar) och Suurisaari (0,5 hektar).